# Czerce
Czerce is een plaats in het Poolse district  Przeworski, woiwodschap Subkarpaten. De plaats maakt deel uit van de gemeente Sieniawa en telt 443 inwoners.